# مالایوو
مالایوو (انگلیسی: Malayevo) یک شهرک در شهرستان کارماسکالینسکی استان باشقیرستان کشور روسیه است.